# Гамборена, Франсиско
Франсиско Гамборена Хернандорена (исп. Francisco Gamborena Hernandorena 14 марта 1901, Ирун, Страна Басков — 30 июля 1982, Сан-Себастьян, Страна Басков) — испанский футболист и футбольный тренер, игрок сборной Испания.

## Карьера
Всю свою клубную карьеру с 1915 по 1934 год он провел в составе футбольного клуба «Реал Унион» в своем родном городе Ирун в Стране Басков, выиграв Копа дель Рей в 1924 и 1927 годах, а также сыграв в четырех сезонах в Ла Лиге после образования клуба, а затем два сезона в Сегунде после выбывания (они так и не вернулись на высший уровень).
Гамборена дебютировал за сборную Испании 9 октября 1921 года в домашнем товарищеском матче со счетом 2:0 против сборной Бельгии на стадионе «Сан-Мамес» в Бильбао. Он провел 20 международных матчей, в том числе на Олимпийских турнирах 1924 и 1928 годов, а его последним матчем стала победа над Болгарией со счетом 13:0 21 мая 1933 года, рекордная победа Испании.
После выхода на пенсию он недолго руководил восемью испанскими клубами в период с 1939 по 1950 год.